# Bata (stad)
Bata is een stad in Equatoriaal-Guinea. Het is de hoofdstad van Mbini en de provincie Litoral en tot 1969 ook van Equitoriaal-Guinea en daarvoor van Spaans Guinea.
De gemeente heeft 230.000 inwoners en is daarmee de grootste gemeente van het land; de landhoofdstad Malabo heeft 137.000 inwoners.
Op 7 maart 2021 werd de stad opgeschrikt door grootschalige explosies in een munitiedepot, waarbij tientallen doden vielen.